# Bruno de Camargo Agnello
 Bruno de Camargo Agnello  (Santos, Estado de São Paulo, Brasil, 7 de diciembre de 1985) es un futbolista brasileño. Juega de centrocampista y su equipo actual es Alianza Atlético de Sullana de la Segunda División del Perú. Tiene 39 años.

## Trayectoria
Bruno Agnello empezó su trajectória en el fútbol a los 8 años de edad, en las divisiones inferiores de Santos Futebol Clube, también jugando por el equipo de fútbol indoor. Jugó con jugadores importantes como Diego Ribas y Robinho en el equipo sub-19.
Firmó su primer contracto profesional con Portuguesa Santista en 2012, donde logró el 3o puesto en el Campeonato Paulista, perdiendo en la semifinal para el equipo de São Paulo Futebol Clube.
En 2007 firmó su primer contracto con un equipo extranjero con el Al Hilal de Arabia Saudita por una temporada.
En 2017 firmó contracto con el Cúcuta Deportivo de Colombia hasta el fin de la temporada.

## Clubes
| Club                 | País                      | Año       | Partidos | Goles |
| -------------------- | ------------------------- | --------- | -------- | ----- |
| Santos Futebol Clube | Bandera de Brasil         | 1994-2001 |          |       |
| Portuguesa Santista  | Bandera de Brasil         | 2001-2004 |          |       |
| Jabaquara            | Bandera de Brasil         | 2005-2007 |          |       |
| Al Hilal             | Bandera de Arabia Saudita | 2007-2008 |          |       |
| Ituano               | Bandera de Brasil         | 2009      |          |       |
| Inter SM             | Bandera de Brasil         | 2010      |          |       |
| Volta Redonda        | Bandera de Brasil         | 2011-2012 |          |       |
| UD Oliveirense       | Bandera de Portugal       | 2012-2013 |          |       |
| Bucheon FC 1995      | Bandera de Corea del Sur  | 2014      |          |       |
| CA Juventus          | Bandera de Brasil         | 2015      |          |       |
| Dep. Cuenca          | Bandera de Ecuador        | 2015      |          |       |
| UTC Cajamarca        | Bandera de Perú           | 2016      |          |       |
| KF Laçi              | Bandera de Albania        | 2016      |          |       |
| Cúcuta Deportivo     | Bandera de Colombia       | 2017      |          |       |
| Alianza Atlético     | Bandera de Perú           | 2018      |          |       |